# 키욘
키욘(스페인어: Quillón)는 칠레 비오비오주 뉴블레 현의 코무나이다.